# ナキール
ナキール（アラビア語: نَخِيل, Nakhīl, ナヒール、英語: Nakheel）は、アラブ首長国連邦ドバイを拠点とする政府系不動産デベロッパーで、中東最大級の規模である。「ナキール」とはアラビア語で「ナツメヤシ（の木）」を意味する。

## 概要
「海のナキール」と呼ばれ、人工島、超高層ビル、複合商業施設、大規模娯楽施設、公共施設、住宅街、ホテル・リゾート開発、教育・医療施設の開発など数千億円から兆単位の建設物件をいくつも保有する。また UAE にはエマール・プロパティーズというライバル会社があり、こちらは主に陸の不動産開発を担当する。
2009年11月に、ドバイ政府が欧米系の金融機関に対して、ナキール社とその持ち株会社のドバイ・ワールドの債務約590億ドルについて支払い猶予を求めると発表したため、ドバイ・ワールド並びにドバイ政府自体の債務不履行と併せて欧米系銀行の債権焦げ付きが懸念され、ユーロが売られるなど「ドバイ・ショック」と呼ばれる事態となった。2011年7月6日、ドバイ・ワールドはナキールの財務再編が完了したあと、同社の所有権がドバイ政府に移管されると発表した。

## 主な開発物件

### 都市計画
- ジュメイラ・レイク・タワーズ
- ドバイ・インターナショナル・シティ（英語版）
- ナド・アル・シーバ

### 住宅街
- ジュメイラ・ビレッジ
- ジュメイラ・パーク
- ジュメイラ・ハイツ
- ザ・ガーデンズ
- ディスカバリー・ガーデンズ
- アル・フルージャン
- ワルシャン・ビレッジ

### 人工島
- ザ・ユニバース
- パーム・アイランド（パーム・ジュメイラ、パーム・ジェベル・アリ、デイラ・アイランド）
- ジュメイラ・アイランズ
- ザ・ワールド
- ドバイウォーターフロント

### 港湾
- ミナ・ラシッド（英語版）

### ショッピングモール
- イブン＝バットゥータ・モール
- ドラゴン・マート
- ゴールデン・マイル・ガレリア
- ナキール・モール
- ザ・ポワント
- デイラ・モール
- デイラ・アイランド・ナイト・スーク
- ワーザン・スーク
- アルカリ・アベニュー
- ザ・サークル・モール
- ナド・アル・シーバ・モール

### 高層ビル
- ナキールタワー （建設中止）